# Гапоалім (банк)
Банк га-Поалім (івр. בנק הפועלים — «Банк робітників»; англ. Bank Hapoalim) — найбільший банк Ізраїлю.
Банк «гаПоалім» був заснований у 1921 році центральними органами їшуву (поселення на Землі Ізраїльській) того часу — Всесвітньою сіоністською організаціє та Загальною профспілкою єврейських робітників в Ерец-Ісраель (організаціями «World Zionist Organization» і «Histadrut» (National Israeli Trade Union)).

## Дочірні компанії
- Кредитні компанії — «Ісракарт», «Юропей (Юрокард) Ісраель», «Поалім експрес», і «Аміна».
- Компанія з управління інвестиційними портфоліо — компанія «Пеілім».
- Інвестиційний банк «Поалім шукей хон» діє на ізраїльському ринку з 1990 року. Разом зі своїм стратегічним партнером, американським інвестиційним банком «Вільям Блер», «Поалім шукей хон» пропонує широкий спектр банківських послуг для інвестицій, в тому числі публічні розміщення акцій в Ізраїлі і за кордоном, злиття і придбання в Ізраїлі і за кордоном, приватні розміщення акцій, дослідницька діяльність, реорганізація та реструктуризація компаній і фінансові рішення.
- «Поалім анпакот», дочірня компанія, повністю належить банку, займається збором коштів за допомогою випуску облігацій і боргових зобов'язань і вкладання їх в банк.
- «Поалім шерут нееманут» — компанія, що надає трастові послуги.[3]